# ENEOS×DREAMS COME TRUE ドリカム30周年前夜祭 〜ENERGY for ALL〜
『ENEOS×DREAMS COME TRUE ドリカム30周年前夜祭 ～ENERGY for ALL～』（エネオス×ドリームズカムトゥルー ドリカム30しゅうねんぜんやさい エナジーフォーオール）は、DREAMS COME TRUEが2019年6月19日にリリースしたライブビデオ。

## 概要
- 2018年11月から12月にかけて行われたDREAMS COME TRUEの全国アリーナツアーを映像化した作品。
- 横浜アリーナでの公演を収録し、全21曲のライブに加え、MCを収録。
- 2019年に行われた「史上最強の移動遊園地 DREAMS COME TRUE WONDERLAND 2019」の前夜祭と銘打ち、裏ドリワンダーランドでも披露されないような「超裏名曲」を数多く披露した。中には初映像化の作品もある。
- ツアー前にリリースされたシングル「あなたとトゥラッタッタ♪/THE WAY I DREAM」の2曲ともをアンコールで披露。

## 収録曲
1. 歩いてゆこう ～ひらりのテーマ～
2. 愛がたどりつく場所
3. SUNSHINE
4. サヨナラ59ers!
5. go for it!
6. マスカラまつげ
7. 好きだけじゃだめなんだ
8. やさしいキスをして
9. ひさしぶりのI Miss You
10. アピール
11. STILL
12. LIES, LIES.
13. GODSPEED!
14. OLA! VITORIA!
15. SNOW DANCE
16. 冬三昧にはまだ遠い
17. その日は必ず来る - SINGLE VERSION -
18. 何度でも
19. あなたとトゥラッタッタ♪
20. THE WAY I DREAM
21. うれしい！たのしい！大好き！